# Jean-Yves Calvez
Jean-Yves Calvez, nacido el 3 de febrero de 1927 en Saint Brieuc (Francia) y fallecido el 11 de enero de 2010 en París fue un sacerdote católico y jesuita francés, filósofo y economista, experto en marxismo y profesor de filosofía social.
Muy tempranamente, en 1956, publicó su libro sobre el pensamiento de Karl Marx (La Pensée de Karl Marx), algo bastante audaz antes del Concilio Vaticano II, sobre todo por la simpatía que mostraba hacia Marx. El libro, sin embargo, pronto se convirtió en una obra de referencia, que ha tenido numerosas ediciones hasta el presente.
Calvez fue profesor de filosofía y ciencias sociales en la facultad jesuita Chantilly, y director del centro Action Populaire (que posteriormente se llamaría CERAS). También fue profesor de ética social en el Centre Sèvres de Paris. Participó en la fundación del Centre de Recherches et d'actions pour la paix (CERAP) en Abiyán. También ocupó cargos en la orden jesuita.
Falleció a causa de las complicaciones de un edema pulmonar.

## Obra (libros)
- La Pensée de Karl Marx, París, 1956. Publicado en español con el título El pensamiento de Carlos Marx, en la editorial Taurus, Madrid, 1958.

- Église et société économique 2 v. París, 1959-1962.

- Introduction à la vie politique, París, 1967.

- Aspects des pays en voie de développement, París, 1970.

- Le père Arrupe; l’Église après le Concile, París, 1997. ISBN 978-2204055932

- Les Silences de la doctrine sociale catholique, París, 1999 ISBN 978-2708234321.

- Comprendre le catholicisme (con Philippe Lécrivain), Eyrolles, 2008

- Traversées jésuites, Cerf, 2009